# Jardim Presidente Dutra

Distriktet tillhör kommunen Guarulhos, vars läge i delstaten är här markerat.

Jardim Presidente Dutra är ett distrikt i kommunen Guarulhos i Brasilien och ligger i delstaten São Paulo. Distriktet omfattar kommunens östra delar och folkmängden uppgick till 437 241 invånare vid folkräkningen 2010.